# Saint-Cyr-sur-le-Rhône
Saint-Cyr-sur-le-Rhône település Franciaországban, Rhône megyében. Lakosainak száma 1273 fő (2022. január 1.). Saint-Cyr-sur-le-Rhône Saint-Romain-en-Gal, Vienne, Ampuis, Loire-sur-Rhône és Sainte-Colombe községekkel határos.

## Népesség
A település népessége az elmúlt években az alábbi módon változott:
| Lakosok száma | 1270 | 1311 | 1356 | 1306 | 1287 | 1269 | 1272 | 1275 | 1273 |
|               | 2013 | 2015 | 2016 | 2017 | 2018 | 2019 | 2020 | 2021 | 2022 |